# رائد زعيتر
رائد علاء الدين زعيتر، قاضٍ أردني من أصول فلسطينية، استشهد يوم الإثنين 10 مارس 2014 على يد الجيش الإسرائيلي عند معبر جسر الملك حسين على الحدود بين الضفة الغربية والأردن، ما أثار موجة غضب واحتجاجات عارمة في الأردن وفلسطين.

## ردود فعل على مقتله
- الأردن: حمّلت الحكومة الأردنية إسرائيل «المسؤولية الكاملة» عن مقتله، فيما صوت معظم نواب بالبرلمان بطرد السفير الإسرائيلي.[2] خرجت ثلاثة مظاهرات شعبية بالأسبوع الأول بعد مقتل زعيتر مطالبة بطرد السفير الإسرائيلي من عمان.[3] فضت قوات الأمن الأردنية بقوة أحد هذه المسيرات التي كانت متجهة إلى السفارة الإسرائيلية مما أدى إلى إصابة عدد من المتظاهرين.[4]
- إسرائيل: عبّرت عن أسفها لمقتل القاضي وقدمت تعازيها للأردن «حكومة وشعباً».[3]

## التحقيق في مقتل زعيتر
ادعى الجانب الإسرائيلي تعطيل الكاميرات على النقطة الأمنية اليوم الذي قتل به زعيتر مما جعل من إفادات شهود العيان الأدلة الوحيدة على قصة قتله. مما دفع أكثر من جهة للمباشرة بالتحقيق في قصة مقتله. فبدأت مؤسسة «ميزان لحقوق الإنسان» ومقرها في الناصرة محاولاتها لمتابعة لجان التحقيق في إسرائيل، إلا أنّها اصطدمت بحاجز عدم موافقة عائلة زعيتر على توكيل المؤسسة. على الجانب الآخر، أعلن المتحدث الرسمي باسم الحكومة، محمد المومني ، ليلة مقتل رائد زعيتر تشكيل لجنة تحقيق ثلاثية الأطراف مكونة من الأردن والسلطة الفلسطينية وإسرائيل. سلمت اللجنة المشتركة التقرير للأردن بعد أكثر من سنة من مقتله، لكن لم تبح الحكومة بما جاء بالتقرير نظرا لأن إجراءات التحقيق ما تزال مستمرة حسب رئيس الوزراء الأردني السابق عبد الله نسور.
أما مؤسسة الحق الفلسطينية فقد أصدرت بعد 10 أيام من مقتل زعيتر تقريرا يوضح تفاصيل ما حدث في ذلك اليوم معتمدة على روايات بعض الشهود. أفاد التقرير أن جنديا اسرائيلياً أربع طلقات على زعيتر بعد أن دفعه ثلاثة جنود إلى جهة الشارع أمام حافلة النقل. واعتبر مدير المؤسسة شعوان جبّارين أن الحديث عن عطل الكاميرات ذلك اليوم هو التفاف واضح من الجانب الإسرائيلي في محاولة «لإنهاء الموضوع». توقفت الحق عن متابعة القضية لاحقا وإصدار تقرير شرعي بعد أن رفض والد زعيتر تشريح الجثة، وإظهار الجانب الأردني عدم ارتياح لمتابعة جهات أخرى لها.
في 23 أيلول 2014 جاء في الخبر المنقول عن الناطقة باسم الجيش الإسرائيلي أن الجندي اعترف بإطلاقه النار على زعيتر بعدما شعر بالخطر، لأن زعيتر حاول سحب سلاح الجندي، وهو ما جاء في الرواية الإسرائيلية من اليوم الأول للحادث.